# Mykoła Udowenko
Mykoła Udowenko (ur. 6 października 1956) – reprezentujący ZSRR ukraiński lekkoatleta, chodziarz.

## Rekordy życiowe
- Chód na 30 000 metrów – 2:08:16,0 (1979)
- Chód na 50 000 metrów – 3:46:11,00 (1980) były rekord Europy[1][2]
- Chód na 50 kilometrów – 3:49:25 (1982)[3] / 3:40:43s (1980)[4]